# Escut de Bàscara
L'escut oficial de Bàscara té el següent blasonament:
Escut caironat: de gules, un castell obert d'or, sostingut sobre un riu en forma de faixa ondada d'atzur rivetada d'argent i acompanyat al cap d'una mitra d'argent embellida i franjada d'or. Per timbre, una corona de baró; l'escut acoblat d'un bàcul de bisbe d'or posat en pal.

## Història
Va ser aprovat el 15 d'abril del 2009 i publicat al DOGC el 6 de maig del mateix any amb el número 5373.
L'escut vol reflectir la història i la situació geogràfica del municipi. El castell al·ludeix a l'edificació entorn de la qual va créixer la vila, situada vora el Fluvià, representat per la faixa ondada. La mitra i el bàcul recorden que la vila fou, si més no des de l'any 815, una possessió dels bisbes de Girona, els quals eren barons de Bàscara.